# Borut Pahor
Borut Pahor [bórut páhor], slovenski politik, nekdanji predsednik Republike Slovenije, in nekdanji predsednik vlade Republike Slovenije, * 2. november 1963, Postojna, SR Slovenija.
Pahor je bil četrti predsednik Republike Slovenije, funkcijo je v dveh mandatih opravljal med letoma 2012 in 2022. V politiko je vstopil že v srednješolskih letih. Leta 1990 je bil izvoljen v Skupščino Socialistične republike Slovenije. Nadalje je bil izvoljen v 1. sklic Državnega zbora Republike Slovenije. V času 3. državnega zbora Republike Slovenije je postal predsednik parlamenta. Nekaj mesecev pred koncem mandata je bil na listi ZLSD izvoljen za poslanca v Evropskem parlamentu. 
Leta 2008 je stranko Socialni demokrati popeljal do zmage na volitvah in nato postal predsednik 9. vlade Republike Slovenije. Mandat njegove vlade sta zaznamovala predvsem podpis arbitražnega sporazuma in afera s šestim blokom Termoelektrarne Šoštanj (TEŠ6). Pahorjeva vlada je 20. septembra 2011 prejela nezaupnico v Državnem zboru Republike Slovenije. Pahor je na sledečem kongresu stranke, kjer mu delegati niso zaupali ponovnega mandata predsednika stranke, napovedal kandidaturo na volitvah predsednik Republike Slovenije v letu 2012. Na volitvah je Pahor zmagal v prvem in nato še v drugem krogu proti tedanjemu predsedniku Danilu Türku. Funkcijo je začel opravljati 23. decembra 2012. Za ponovno kandidaturo se je odločil leta 2017 in v drugem krogu proti Marjanu Šarcu osvojil še drugi mandat na mestu slovenskega predsednika.

## Mladost
Pahor se je očetu učitelju Francu Pahorju in mami šivilji Iva Pahor Martelanc rodil 2. novembra 1963. Odraščal je v Šempetru pri Gorici. Oče Franc je umrl, ko je Borut štel tri leta. V mladosti se je ukvarjal s kotalkanjem in manekenstvom. Nekaj časa je bil tudi menedžer sošolca, kasneje znanega glasbenika Giannija Rijavca. Borut Pahor je leta 1987 diplomiral iz politologije s temo Prizadevanja neuvrščenih za mirno reševanje sporov med članicami gibanja, za kar je prejel tudi nagrado Prešernovega sklada in Zoretovo nagrado.

## Politično delovanje
Na novogoriški gimnaziji je bil leta 1978 v vodstvu mladinske organizacije (ZSMS). V ZKS je vstopil proti koncu študija mednarodne politologije na tedanji Fakulteti za sociologijo, politologijo in novinarstvo v Ljubljani leta 1986. V tretjem in četrtem letniku je bil na čelu fakultetne ZSMS, v šolskem letu 1986/87 pa je neuspešno kandidiral za predsedstvo univerzitetne konference ZSMS.
Leta 1988 je v enem od člankov v strankinem tedniku Komunist kritiziral koncept avantgardne vloge partije in razmišljal o sestopu z oblasti. Leta 1989 se je znotraj ZKS začel ustanavljati Demokratični forum, podmladek ZKS. Vodenje je prevzel Pahor. S 26 leti je postal najmlajši član centralnega komiteja Zveze komunistov Slovenije, nato pa še član njegovega predsedstva. Leta 1990 je bil delegat na zadnjem, januarskem kongresu Zveze komunistov Jugoslavije in ga tudi predčasno zapustil skupaj s celotno slovensko delegacijo.

### V vodstvu stranke SD
Borut Pahor je bil podpredsednik Združene liste socialnih demokratov od njene ustanovitve leta 1993 do tretjega kongresa 15. marca 1997, ko je bil z veliko večino izvoljen za predsednika stranke. Leta 1997 je od Janeza Kocijančiča prevzel vodenje Združene liste socialnih demokratov, sedaj Socialni demokrati. Leta 2004 je postal član Predsedstva PES - Stranke evropskih socialistov. SD je vodil vse do kongresa 2. junija 2012, kjer je v drugem krogu glasovanja z rezultatom 180:190 izgubil proti Igorju Lukšiču. Med kongresom je najavil svojo kandidaturo na jesenskih predsedniških volitvah.

### Parlamentarno delovanje
Leta 1990 je bil na listi ZKS-SDP prvič izvoljen v takratno Skupščino Socialistične republike Slovenije. Postal je predsednik komisije za vprašanja mladih. V drugem delu mandata je postal podpredsednik komisije za mednarodno sodelovanje.
Leta 1992 je bil izvoljen za poslanca v 1. državni zbor Republike Slovenije. V tem mandatu Državnega zbora Republike Slovenije je bil namestnik predsednika odbora za zunanjo politiko, od leta 1995 pa tudi njegov predsednik. V obdobju 1992-1996 je bil član komisije za evropske zadeve, komisije za nadzor nad delom varnostnih in obveščevalnih služb in odbora za obrambo, vodil pa je tudi slovensko delegacijo v Parlamentarni skupščini Sveta Evrope.
 
Od samega začetka je sodeloval in kasneje tudi vodil slovensko parlamentarno delegacijo v Svetu Evrope. Leta 1996 je bil izvoljen za enega od podpredsednikov delegacije. V Parlamentarni skupščini Sveta Evrope v Strasbourgu je bil predsednik ad hoc komiteja za enake možnosti spolov. V letih 1996/1997 je bil član Izvršnega komiteja Mednarodne zveze parlamentarcev. Leta 1998 je bil izvoljen v predsedstvo socialistične skupine v Svetu Evrope.
V letih 1993 do 1997 je bil član Skupščine Zahodnoevropske unije.

Leta 1996 je bil izvoljen v 2. državni zbor Republike Slovenije. Bil je član odbora za mednarodne odnose, ustavne komisije, odbora za obrambo, vodja delegacije Državnega zbora v Parlamentarni skupščini Sveta Evrope ter član Izvršnega odbora Mednarodne parlamentarne organizacije. Leta 1996 je bil izvoljen tudi za podpredsednika Državnega zbora in funkcijo opravljal do aprila 1997. Leta 1997 je kandidiral za ministra za zunanje zadeve, vendar je predlog mandatarja Janeza Drnovška v Državnem zboru dobil en glas premalo.
Po volitvah leta 2000, na katerih je bil izvoljen v 3. državni zbor Republike Slovenije, je postal predsednik Državnega zbora in to funkcijo opravljal skoraj do konca mandata. Leta 2004 je bil kljub zadnjemu mestu na listi ZLSD izvoljen v Evropski parlament. Bil je član Skupine socialdemokratov v evropskem parlamentu, član Odbora za proračunski nadzor, član Odbora za ustavne zadeve, nadomestni član Odbora za zunanje zadeve in podpredsednik Delegacije pri Skupnem parlamentarnem odboru EU-Hrvaška. 15. oktobra 2008 je njegov mandat v Evropskem parlamentu potekel, ker je bil izvoljen v 5. državni zbor Republike Slovenije.
Na predsedniških volitvah 2007 je dolgo veljal za kandidata z možnostmi za zmago, vendar se je po dolgotrajnem premisleku in upoštevaje stališča stranke 22. junija odločil, da bo stranko raje popeljal na parlamentarne volitve leto pozneje.

### Delovanje v vladi
Pod njegovim vodstvom je stranka Socialnih demokratov na državnozborskih volitvah 21. septembra 2008 dosegla relativno zmago in potrojila število poslanskih mandatov; posledično ga je predsednik republike predlagal za mandatarja. 7. novembra istega leta pa je bil v Državnem zboru potrjen za novega mandatarja. 21. novembra 2008 je bila na njegov predlog v Državnem zboru izvoljena nova koalicijska vlada.
4. novembra 2009 je s hrvaško premierko Jadranko Kosor v Stockholmu podpisal t. i. arbitražni sporazum, ki določa nadaljnje reševanje vprašanja meje med Slovenijo in Hrvaško, ki od osamosvojitve obeh držav leta 1991 še ni določena, pred mednarodnim arbitražnim sodiščem. Arbitražni sporazum je bil kasneje ratificiran v hrvaškem saboru, slovenskem parlamentu in, z večinsko voljo slovenskih volivcev, na naknadnem zakonodajnem referendumu 6. junija 2010.
Julija 2011 je začasno prevzel tudi Ministrstvo za javno upravo Republike Slovenije.
20. septembra je državni zbor v paketnem glasovanju zavrnil vse ministrske kandidate (s 36 glasovi za in 51 proti); ker je Pahor na njihovo izvolitev vezal tudi zaupnico vladi, je bila posledično izglasovana tudi nezaupnica. S tem je vlada postala tretja vlada v zgodovini samostojne Slovenije (po 1. in 4. vladi), ki je predčasno končala svoj mandat. Do sestave nove vlade, februarja 2012, je Pahorjeva vlada opravljala le tekoče zadeve.
Med pripravami na državnozborske volitve je Pahor 18. oktobra dejal, da razmišlja o odstopu s položaja predsednika SD po volitvah oz. pred spomladanskim kongresom stranke. Na sledečem kongresu v Kočevju ga je porazil Igor Lukšič. Na državnozborskih volitvah leta 2011 je kandidiral in bil izvoljen na listi SD. Bil je kandidat za predsednika državnega zbora, vendar v dveh krogih glasovanja ni uspel dobiti zadostne podpore. V obeh krogih je imel podporo SD, SLS, NSi in Liste Virant, obakrat je dobil 32 glasov (od potrebnih 46).

### Predsednik republike
Pahor je svojo kandidaturo za predsednika republike najavil ob porazu na kongresu stranke Socialni demokrati, ko je bil za predsednika stranke izvoljen Igor Lukšič. V drugem krogu volitev za funkcijo predsednika Republike Slovenije leta 2012 premagal protikandidata, dotedanjega predsednika republike Danila Türka. Prejel je 67,37 % vseh glasov. Posebnost njegove kampanje je bilo prostovoljno opravljanje najrazličnejših poklicev, s čimer se je želel približati oziroma bolje spoznati vsakdan povprečnega volivca. Prvi predsedniški mandat je nastopil 23. decembra 2012, dan po prisegi pred državnim zborom.
Pahor je med svojim predsedniškim mandatom večkrat poudarjal pomembnost evropske integracije držav Zahodnega Balkana. Skupaj s takratnim predsednikom Republike Hrvaške Ivom Josipovićem sta osnovala proces Brdo-Brijoni, katerega glavni poudarek je širitev Evropske unije v države Zahodnega Balkana. Poleg Slovenije in Hrvaške so članice procesa tudi kandidatke ter potencialne kandidatke za članstvo v EU, to so Albanija, Bosna in Hercegovina, Črna gora, Kosovo, Severna Makedonija in Srbija. Proces Brdo-Brioni je navdahnil tudi ustanovitev Berlinskega procesa. Srečanja Brdo-Brijoni so kasneje nadaljevali tudi drugi predsedniki obeh držav. Srečanj so se od ustanovitve procesa udeležili tudi številni vidni gostje, med drugim nemška kanclerka Angela Merkel, podpredsednik Združenih držav Amerike Joe Biden, italijanski predsednik Sergio Mattarella idr.

Pred predsedniškimi volitvami 2017 je Pahor napovedal ponovno kandidaturo, zopet kot neodvisen kandidat. Za mesto predsednika se je potegovalo še osem kandidatov. Pahorju so tekom kampanje očitali predvsem neodzivnost in molčečnost, ko bi se moral oglasiti. V prvem krogu je Pahor prejel 47,21 % glasov, v drugi krog se je uvrstil s tedanjim kamniškim županom Marjanom Šarcem, ki je osvojil  24,76 %. V drugem krogu, ki je potekal 12. novembra 2017, je Pahor z 378.307 glasovi oz. 53,09 % osvojil drugi predsedniški mandat. Prevzel ga je 23. decembra 2017.
Ob volilnih kampanjah, predvsem v drugi, je poudarjal svoj objektivni položaj in pripravljenost sodelovanja s katero koli vlado. V predsedniških mandatih si je prizadeval tudi za dobre medsosedske odnose. Nekatera srečanja in skupne obeležitve so v javnosti vzbudile več polemik: 13. julija 2020 sta z italijanskim predsednikom Sergiem Mattarello položila vence k bazoviškim žrtvam in fojbam, skupaj sta se udeležila tudi vrnitve Narodnega doma v Trstu slovenski narodni skupnosti. 11. oktobra 2020 sta se z avstrijskim predsednikom Van der Bellnom skupaj udeležila 100. obletnice Koroškega plebiscita. Za čas Pahorjevega prvega mandata je bil v Predsedniški palači uveden dan odprtih vrat ob vseh državnih praznikih, prav tako je vpeljal javno predstavitev kandidatov za nekatere javne funkcije (ustavni sodniki, guvernerji ipd.) v Predsedniški palači.
V času epidemije koronavirusa je Pahor ob velikem razhajanju opozicije in koalicije predstavnike parlamentarnih strank povabil na skupni pogovor, drugič tudi s predstavniki zdravstvene stroke. Obakrat so se sestanka udeležile vse stranke razen Liste Marjana Šarca in Levice, ki sta pogovore zavrnili. S predsednikom vlade, državnega zbora in državnega sveta, se je Pahor javno cepil 19. marca 2021 s cepivom AstraZeneca proti koronavirusu.
Spomladi leta 2021 je bil Pahor omenjen v povezavi z domnevnimi non-paperju o preoblikovanju meja na Zahodnem Balkanu. Obstoj takšnega dokumenta je sam zanikal. Dejal je tudi, da se je ob srečanju s člani predsedstva Bosne in Hercegovine pogovarjal o morebitni mirni rešitvi vprašanja v državi, a brez strinjanja s takšno rešitvijo in vednostjo o non-paperju. 14. vlada Republike Slovenije je 11. junija 2021 umaknila stopnjo zaupnosti z dokumenta o možni rešitvi problema Bosne in Hercegovine, ki ga je leta 2011 za takratnega premierja Pahorja pripravil nekdanji predsednik Milan Kučan. Ta je bil takrat v funkciji Pahorjev poročevalec za BiH. Dokument sicer naj ne bi bil sporni non-paper.

## Po predsedniškem mandatu
Borut Pahor se je po koncu predsedniškega mandata umaknil iz aktivne politike. Prevzel je pisarno bivšega predsednika v stolpnici TR 3 v Ljubljani. Še vedno je opravljal tudi številna neformalna dvostranska srečanja s predstavniki tujih držav in voditelji.
V začetku leta 2023 je sporočil, da bo v dobrodelne namene dražil svojo katro oz. avto Renault 4 GTL, letnik 1991, ki jo je imel v lasti preko dvajset let. Napovedal je, da bo kupnino namenil Inštitutu Zlata Pentljica in Društvu junaki 3. nadstropja, ki skrbita za otroke z rakom. Dražba je trajala do sredine februarja, najvišjo veljavno ponudbo pa je za 60.000 evrov oddala družina Fratar iz Dravograda. Šlo je za najvišji znesek odkupa "katrce" v zgodovini. Družina Fratar je nadalje avtomobil ponovno dražila in v dobrodelne namene zbrala 260.094 evrov.
5. aprila 2023 je izšla prva epizoda podkasta Mastercard podkast navdiha, v katerem Borut Pahor gosti sogovornike z ganljivimi življenjskimi zgodbami. Prva gostja podkasta je bila takrat 21-letna Korina Korper, ki je prebolela raka in je članica strokovnega sveta Inštituta Zlata pentljica.
Decembra 2023 je ustanovil nevladno organizacijo Prijatelji zahodnega Balkana in izdal knjigo za politične začetnike Zmaga je začetek. Leta 2024 je izrazil tudi namero kandidrati za mesto posebnega odposlanca Evropske unije za dialog med Beogradom in Prištino. Mandat se je namreč iztekal Miroslavu Lajčaku, ki je Pahorja tudi nagovoril k premisleku o kandidaturi. Pahorjevo namero je podprlo tudi Ministrstvo za zunanje in evropske zadeve Republike Slovenije, prav tako predsednica republike Nataša Pirc Musar in predsednik vlade Robert Golob. Visoki predstavnik Unije za zunanjo in varnostno politiko Josep Borrel je Lajčaku nato podaljšal mandat do konca januarja 2025. 3. januarja 2025 je Pahor sporočil, da se za položaj posebnega odposlanca ne bo potegoval. Med več razlogi je navedel tudi proračunske spremembe in da za posebnega odposlanca iščejo diplomata in ne politika. Prav tako, da nedavno imenovanje Marte Kos na mesto evropske komisarke za širitev ne bi bila v prid njegovi kandidaturi.
Aprila 2024 je Borut Pahor skupaj z italijanskim predsednikom Sergiom Mattarellom prejel častni doktorat iz prava Univerze v Trstu. Doktorat sta prejela za zasluge na področju sprave glede vojnega in povojnega nasilja. Izpostavljen je bil njun skupni obisk spomenika žrtvam fojb in bazoviškim žrtvam ter vrnitev Narodnega doma v Trstu.
Po končanem predsedniškem mandatu je Pahor kot predavatelj gostoval tudi v številnih državah po svetu. Decembra 2024 je podpisal pogodbo z  London Speaker Bureau, ki je s tem prevzelo ekskluzivno zastopstvo zanj.

## Osebno življenje
Z odvetnico Tanjo Pečar ima sina Luko.
V prostem času se ukvarja s športom; še posebej v maratonu, kolesarstvu, plavanju,... Med drugim se je udeležil 15. ljubljanskega maratona (21 km; čas: 1:46:24) in maratona treh src leta 2011 (21 km; čas: 1 h 48 min).

## Nagrade in priznanja
27. novembra 1998 je prejel strokovnega viktorja za najbolj elegantno oblečeno medijsko osebnost leta 1997.
- Nagrada »Sigillum Magnum«, najvišje odlikovanje bolonjske univerze, 2021
- Odlikovanje Velikega reda Mugunhwa za prispevek k dialogu in razumevanju med narodi in državami, 2021